# Coro Nacional de Ucrania
Coro Nacional de Ucrania — сoro ucraniano dirigido por Kyrylo Stetsenko y Oleksandr Koshyts.

## Historia de la creación
Establecida de conformidad con la Ley de la República Popular Ucraniana de 24 de enero de 1919 en Kyiv por el Departamento de Música del Ministerio de Educación y Artes de la UPR en nombre del Jefe de la Dirección, Simon Petliura, para promover la idea de una Ucrania independiente y popularizar la cultura musical ucraniana en el extranjero.

### Coro Nacional de Ucrania en Kamianets-Podilskyi en 1919
A principios de febrero llegó a Kamianets el Coro Nacional de Ucrania, dirigida por el director Oleksandr Koshyts, de Kyiv. Como director de la capilla, O. Koshits debía dirigir el coro a su llegada a Kamianets, pero antes que él llegó Kyrylo Stetsenko, que asumió arbitrariamente la dirección de la capilla y reclutó apresuradamente un grupo de coristas basado en los alumnos del Coro Nacional, que él dirigía en Kyiv.
16 de febrero Oleksandr Koshyts vino a Kamianets (viajó desde Kyiv durante 12 días): "Kamianets, con su bello entorno, me fascinó tanto ahora como la primera vez que la vi (la capilla Koshytsia participó en la inauguración de la universidad el 22 de octubre de 1918). La impresión se vio reforzada por el hecho de que estaba iluminada por una luna clara. La ciudad dormía, entrelazada con jardines, cubierta de nieve. Sobre el cielo azul, pálido y transparente, asomaban antiguos campanarios, minaretes y cúpulas de iglesias. Las sombrías torres montaban guardia sobre una profunda sima cubierta de niebla blanca. Y más allá, fuera de la ciudad, asomaban los tejados y las torres de una antigua fortaleza... Todo contaba una antigua leyenda. Por todo esto habían pasado turcos, tártaros, lyakhs, valacos y nuestros gloriosos hermanos cosacos. Todos estos campos y montañas están sembrados de huesos y regados de sangre, tanto la nuestra como la del enemigo. Y pronto, tal vez, serán regados también con la sangre de nuestros hermanos... Mi alma se moría de poesía y piedad... Cruzamos el puente e inmediatamente caímos en brazos de una patrulla militar. Nos hicieron preguntas y nos enseñaron los hoteles donde vivían los miembros de la Capilla... las puertas de las habitaciones daban directamente a la calle, una cama, un diván para tifoideos y una palangana para lavarse, cuya visión nos hizo desear volver a Ternopil."
Oleksandr Koshyts envió solicitudes a las instituciones de la ciudad para que asignaran una sala para los ensayos fuera del horario de trabajo de las instituciones. Koshyts también pidió al comandante del distrito que requisara (si era posible) 5 salas en el edificio del Consistorio Espiritual de Podil (Plaza Virmenskyi Rynok, 4) o en cualquier otro edificio para los ensayos. Posteriormente, recibió el consentimiento de la Universidad Estatal Ucraniana (la sala 4 se asignó de 13.00 a 15.00 horas con derecho a utilizar el piano), el departamento de seguros del gobierno provincial (con la condición de que la Capilla no tocara los documentos que había en las mesas y estanterías) y el Club Ucraniano (de 10.00 a 16.00 horas con derecho a utilizar el piano). Finalmente, se eligió la Universidad Estatal Ucraniana como lugar de ensayo y, el 25 de febrero, la Capilla comenzó los ensayos. Además de cantar, los coristas recibían clases en francés.
El coro también se encargó de los vestuarios. El 9 de marzo, Koshyts pidió a los artistas locales Hagenmeister y  Burachek que confeccionaran trajes nacionales para los conciertos.

## Gira de conciertos
En enero-abril de 1919, el "Coro Republicana Ucraniana" actuó en Podillia, Stanislavshchyna y Transcarpacia, donde finalmente formó su membresía y repertorio.
El 24 de marzo de 1919, el "Coro Republicana Ucraniana"  salió de gira al extranjero. El coro formada por 77 personas (según otros datos — 83).
Hasta finales de julio de 1920, el coro dio conciertos con gran éxito en países europeos: en Checoslovaquia, Austria, Suiza, Francia, Bélgica, Holanda, Inglaterra y Alemania.
Las piezas favoritas del repertorio eran: "Cantata sobre la Madre de Dios de Pochayiv", "Shchedryk", "Oh, estoy hilando, estoy hilando" de M. Leontovych, "Vesnyanky", canciones de Kupala, "Fui a por setas" de M. Lysenko, villancicos de K. Stetsenko, "Un violín suena en la calle" de O. Koshytsia, y otras.
El Coro Nacional de Ucrania presentó a Occidente la alta cultura musical de Ucrania y fue un testimonio vivo de la independencia del pueblo ucraniano, su lengua, su historia y su cultura.

### Coro Nacional de Ucrania en México
La gira del Coro Nacional de Ucrania bajo la dirección del director Oleksandr Koshyts duro durante 1919-1924 en Europa Occidental, América del Norte y del Sur. En México, el Coro Nacional de Ucrania realizó una gira durante diciembre de 1922 y enero de 1923. En lugar de las 2 semanas previstas, los ucranianos se quedaron aquí durante 2 meses y actuaron en las mejores salas de conciertos de 18 ciudades del país. Como escribió la prensa sobre la gira ucraniana, solo en la capital se llevaron a cabo más de 20 conciertos, y un total de unos 50 conciertos en México. La gira de los ucranianos se realiza bajo los auspicios del gobierno mexicano y con el apoyo directo del Secretario de Educación y Artes José Vasconcelos y del Secretario de Finanzas Adolfo de la Huerta.
"México está en deuda contigo por traernos una organización conocida como el Coro Nacional de Ucrania. Nunca antes habíamos escuchado algo tan perfecto. El dominio de la interpretación de la canción nacional ucraniana está más allá de los elogios, pero con qué truco y admiración percibió México el hecho de que los ucranianos conocen las canciones mexicanas y cantan en español con una dulzura especial propia. La estilización e interpretación que el maestro Koshyts dio a las canciones populares mexicanas ha multiplicado por mil el respeto por nuestras propias obras maestras. El pueblo mexicano nunca olvidará a sus famosos amigos y esperará su visita."
Ministro de Educación y Artes de México, José Vasconcelos, en carta al empresario Max Rabionov, 14 de febrero de 1923.

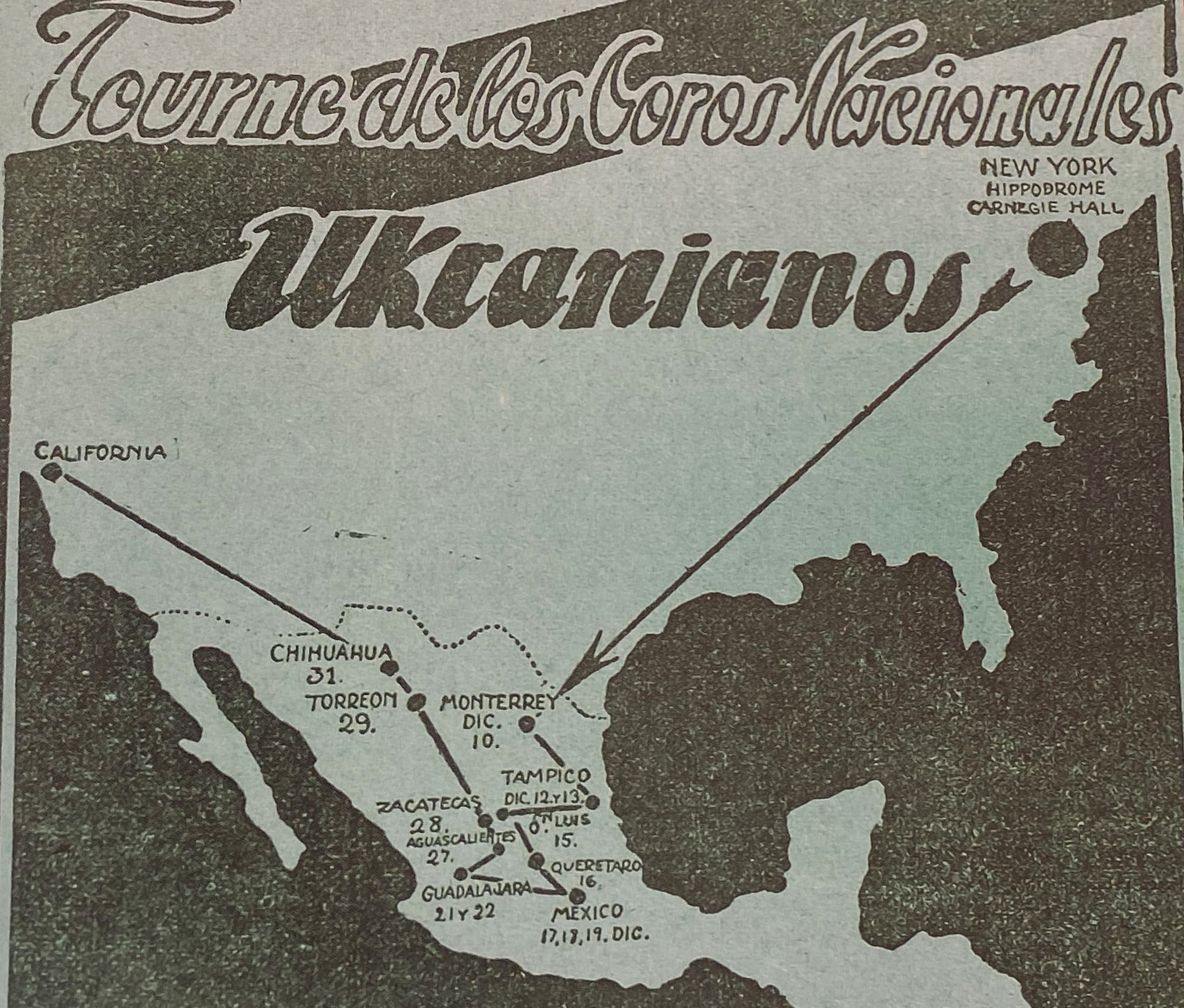

10 de diciembre 1922 - 26 de enero 1923 (18 ciudades): Monterrey, Tampico, San Luis Potosi, Santiago de Querétaro, Guadalajara, Ciudad de México, El Oro, Toluca, Puebla, Orizaba, Veracruz, Jalapa, Pachuca de Soto, Guanajuato, Leon, Aguascalientes, Zacatecas, Durango, Torreon, Saltillo, Loreto.
Cerca de 50 conciertos: Teatro Isabel (Tampico), Gran Teatro de la Paz (San Luis de Potosí), Tratro de la República (Santiago de Querétaro), Gran teatro Degollado (Guadalajara), Teatro Abreu (México), Plaza de Toros "El Toreo" (Ciudad de México), Teatro Esperanza Iris (Ciudad de México), gran teatro orbeo, teatro principal (Toluca), Plaza de Toros de Toluca (Toluca), Plaza de Toros de Puebla (Puebla), Teatro Cine Lux (Puebla), Teatro Llave (Orizaba), Teatro Variedades (Veracruz), teatro Bartolome de Medina (Pachuca de Soto), Teatro Juarez (Guanajuato), Gran Teatro Morelos (Aguascalientes), Gran Teatro Calderon (Zacatecas), Teatro Victoria (Durango), Teatro Princesa (Torreon), Gran Teatro Obrero (Saltillo), Teatro Independencia (Monterrey), Teatro Strand (Loreto)
Más de 50 publicaciones: El Informador, Restauracio, El Porvenis, El Mundo, El Universal, Excelsior, El Dictamen, El Demócrata, El Heraldo.
El Presidente de la República, Álvaro Obregón, y su familia están presentes en los eventos de Ucrania. Después del concierto, el presidente Obregón le confiesa a Koshyts: "Por primera vez en mi vida lamento no tener una segunda mano (perdida en la guerra) y no puedo aplaudirlos". Luego dijo que con mucho gusto enviaría tal coro "a los enemigos de la República" para "hacerlos amigos de México ".
Los antecedentes gubernamentales de Oleksandr Koshyts, como exjefe del Departamento de Música del Ministerio de Educación de la República Popular de Ucrania, y no solo como director de orquesta, es de interés para el Secretario de Finanzas de México. El funcionario invita al director ucraniano a escuchar a los cantantes de la futura Ópera de México, comparte planes para eventos ministeriales en el campo de la política musical, invita a Oleksandr a cooperar.
Continuando con su tradición diplomática de incluir obras de compositores locales en el programa ucraniano, Koshyts arregla el himno mexicano, así como dos éxitos musicales de México: Perjura y Paloma Blanca del compositor Miguel Lerdo de Tejada. Gracias a esto, el Secretario Vasconcelos en una carta al empresario del coro  escribirá "La interpretación que el Maestro Koshyts dio a las canciones populares mexicanas ha aumentado mil veces nuestro reconocimiento".
El destacado compositor mexicano Manuel María Ponce también se convirtió en un aficionado del arte ucraniano quien en su artículo nota la rítmica de "Shchedryk" de Mykola Leontovych, y caracteriza la llegada del coro ucraniano a México, como lo hizo una vez en Praga, según la fórmula de César "Vine, Cante y Venci" (Llegó, cantó, ganó).
La experiencia exclusiva de los artistas itinerantes ucranianos son las actuaciones frente a una multitud de 30 mil personas en el estadio Plaza de Toros "El Toreo", donde se realizan corridas de toros: "parecía que no cantarían 40 personas, sino 40 moscas", escribió Koshyts  en su diario.

El arte ucraniano y su intérprete Oleksandr Koshyts se convirtieron en fenómenos de marca: "este es el arte del futuro", "el arte de la eternidad". "Shchedrik - golpea con ritmo". La gente llama a Koshyts  "calva divina", y los artistas ofrecen registrar una nueva tendencia cultural: "La musica Koshytsyna".

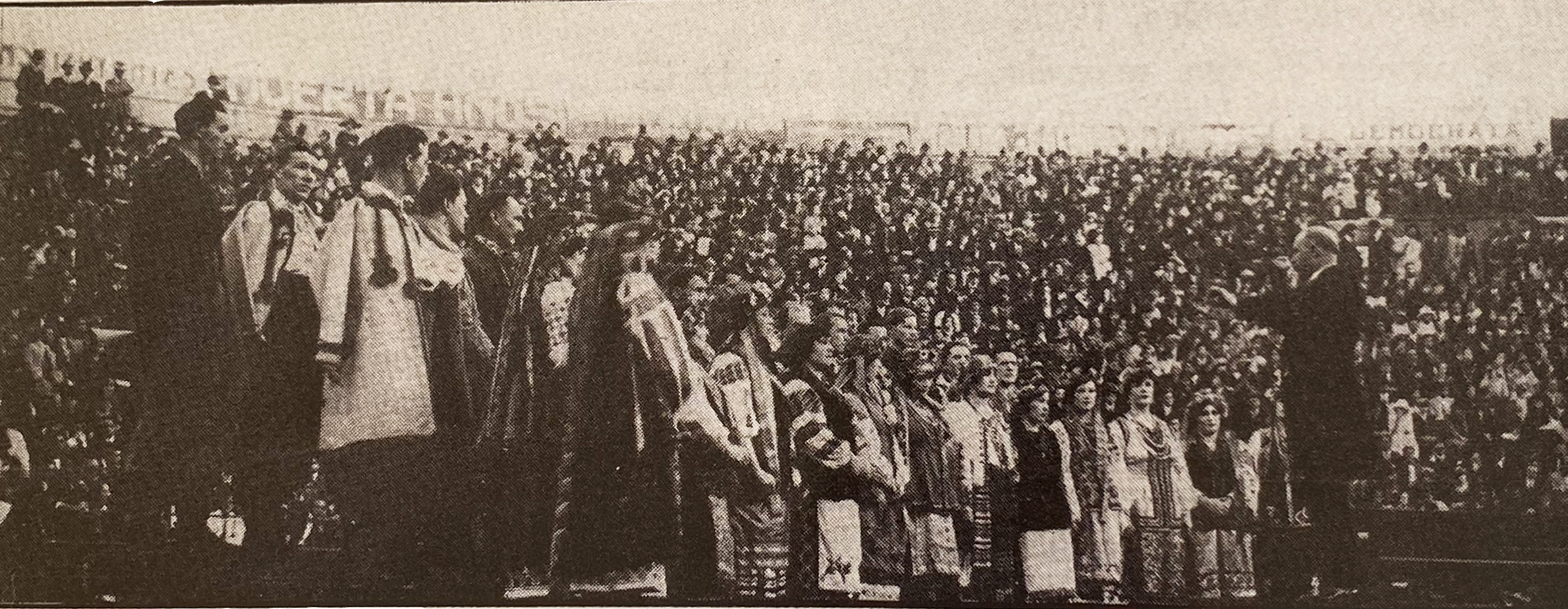

"El coro viaje por exprés a la Ciudad de México. El concierto se realiza en un estadio acústico donde caben mas de 40 mil personas. En el vagón del tren dos mexicanos tararean una melodía apasionada, enérgica. Koshyts escucha, saca un cuaderno y comienza a anotar la melodía. Los pide que la repitan una vez mas. Anota, sonríe alegremente y continua anotando. Llama a Tuchapskii. Descompone la melodía cantada al unísono en voces. ¡Falta solamente hora y medio para llegar a la Ciudad de México! Koshyts armoniza la melodía. Llaman a los cantantes, quienes están en el siguiente vagón. El compositor interpreta delante de todos los presentes viajeros, junto con su Capella. Alguien anota las palabras. Sacan mas papel de notas de sus maletas. Lo hacen, tambaleándose por el movimiento: el tren viaja a una velocidad de 90 kilómetros por hora. Aquí mismo practican. Koshyts esta de pie en un banco y los cantantes a lo largo del pasillo. Cantan. Los mexicanos en el vagón están conmocionados. Es “Perjura”."
El tren esta llegando a la Ciudad. Faltan pocos minutos. Reescriben las notas, debajo escriben la letra de la canción y al mismo tiempo aprenden a pronunciar las palabras. Los pasajeros hispanohablantes les ayudan.
"Escribo bajo de la impresión fresca del concierto. Hoy fue nuestro triunfo completo. Al concierto llegaron el presidente de la Republica Obregón con su familia. Yo estaba bastante enfermo, el coro medio ronquido (especialmente los octavitas), pero cantaron muy bien. Después de cantar “Sueño” el público empezó a gritar. Pero, cuando cantamos “Paloma blanca” – pensé que la tierra se iba a agrietar y fallar. El público grito tanto que no pude entender nada, solo vi como agitaban las manos, sombreros, carteles... Los coristas me contaron, que después de esta canción un hombre en el parterre golpeo la gorra al suelo, salto sobre una silla, levanto las manos arriba y comenzó a gritar como un loco. También gritaban todos los oyentes en la sala." De «Diario» de Oleksandr Koshyts.

## Literatura
- Nejedlý Z. Ukrajinska republikanska Kapela. Прага 1921;
- Українська пісня за кордоном; голос закордонної музичної критики. Париж 1929;
- Бабюк Д. Кам’янець — соборна столиця України : історія  міста Кам'янець-Подільського в період Перших визвольних змагань за незалежність 1917-1920 / Дмитро Бабюк. — Кам’янець-Подільський : Сисин, 2019. — 144 с. : іл.
- Безручко Л. Українська республіканська капела; спогади з концертової подорожі по Европі. Народна Воля, ч. 23 і дальші. Скрентон 1932;
- Пелєнський О. Укр. пісня у світі. Світова концертова подорож Української республіканської капелі. Спомини учасника. Л. 1933;
- Кошиць О. Спогади, І — II. Вінніпеґ 1947 — 48; Кошиць О. З піснею через світ. Вінніпеґ, І — 1952; II — 1970; III — 1974.
- Пересунько Тіна. Світовий тріумф «Щедрика» — 100 років культурної дипломатії України (збірник архівних документів). Київ. Видавництво «АртЕк», 2018. 200 с.
- Пересунько Тіна. Культурна дипломатія Симона Петлюри: «Щедрик» проти «русского мира». Місія Капели Олександра Кошиця (1919—1924). Київ. Видавничий дім «АртЕк», 2019. 312 с.

- ]Енциклопедія українознавства : Словникова частина : [в 11 т.] / Наукове товариство імені Шевченка ; гол. ред. проф., д-р Володимир Кубійович. — Париж — Нью-Йорк : Молоде життя, 1955—1995. — ISBN 5-7707-4049-3.

1. ↑  Головащенко Михайло. Феномен Олександра Кошиця. / Головащенко М. І. — К.: Муз. Україна, 2007. — 588 с.: іл..
2. ↑  Калуцька Наталія Борисівна. Олександр Кошиць: мистецька діяльність у контексті музики XX сторіччя. К., 2012. — 380 с.
3. 1 2  «La historia del Coro Nacional de Ucrania en México y Schedryk (Villancico de las Campanas)».
4. ↑   https://mexico.mfa.gov.ua/news/s. Falta el |título= (ayuda)

## Enlace
- Datos: Q3510253
- Multimedia: Ukrainian Republic Capella / Q3510253